# 天野春果
天野 春果（あまの はるか、1971年4月17日 - ）は、スポーツマネジメントに関する人物。東京都出身。モットーは「真面目なことを遊び心をもって取り組む」。
川崎フロンターレの「名物仕掛人」として知られる。

## 来歴
- 1971年　東京都生まれ。
- 1993年　ワシントン州立大学でスポーツマネジメントを学ぶ
- 1996年　アトランタ五輪にボランティア参加。同年秋に帰国。
- 1997年　富士通川崎フットボール（現川崎フロンターレ）に採用され、ホームタウン推進室でクラブの地域密着を推進。
- 2001年　日韓Ｗ杯運営に出向。
- 2002年　日韓Ｗ杯後に川崎フロンターレに復職し、プロモーション部部長に。
- 2017年　東京オリンピック・パラリンピック競技大会組織委員会に４年間の出向。
- 2020年　川崎フロンターレに復帰。同年に現役引退した中村憲剛の引退セレモニーの企画した。
- 2023年　川崎フロンターレを退職するにあたって、2023年12月22日に神奈川・川崎男女共同参画センターにて、かわさきFM主催のトークイベント「アマトーーク FINAL」を行い、中西哲生、中村憲剛、谷口博之、森勇介、井川祐輔、新井章太、武岡優斗、大久保嘉人、武田真平元社長、関塚隆元監督、福田紀彦川崎市長らが登壇。観客も約850人が集まった[4]。
- 2024年　「Two Wheel Sports（本社・東京都渋谷区）」を設立[5]し、南葛SCのプロモーション部長に就任[6]。

## 人物
J2からJ1に昇格後、プロスポーツが根付かないと言われていた川崎市で、地域密着イベントや斬新なアイデアを生み出し、「ホームタウンで大きな貢献をしているクラブ」として川崎フロンターレが選ばれるようになった立役者。また東日本大震災で被災した陸前高田の子供たちを支援する活動を行うなど、ファンやサポーター、地元住民からも愛されている。

## 主な企画実績
- 川崎フロンターレ算数ドリル - 選手がモデルとなって楽しく算数が学べる学習教材で、川崎市内の小学校に無償提供されている。
- かわさき応援バナナ - 川崎市内の量販店で展開し、１パック（１房）の販売につき３円がチームに寄付される。
- いっしょにおフロんた～れ - シーズンオフ企画として川崎市内の銭湯とコラボレーションしたスタンプラリー[7]。
- イッツァスモウワールド- 川崎市内にある大相撲・中川部屋とコラボレーション
- 宇宙生交信イベント - 等々力陸上競技場と国際宇宙ステーションを衛星回線で結び、中村憲剛選手や子どもたちが大西卓哉宇宙飛行士と会話[8]。
- 東京2020算数ドリル
- 中村憲剛引退試合イベント[9]。

## 著書
- 天野春果『僕がバナナを売って算数ドリルをつくるワケ : スポーツでこの国を変えるために』小学館、2011年。ISBN 9784098401246。 NCID BB06113565。
- 天野春果『スタジアムの宙にしあわせの歌が響く街 : スポーツでこの国を変えるために』小学館、2016年。ISBN 9784093885188。 NCID BB2286546X。